# Vụ án nô lệ tình dục Lạc Dương, Trung Quốc
Vụ án nô lệ tình dục Lạc Dương, Trung Quốc hay Vụ án Lý Hạo, Chuyên án "3-9" là một vụ trọng án liên quan đến hiếp dâm, giết người, tổ chức mại dâm và giam giữ người bất hợp pháp xảy ra từ tháng 10 năm 2009 tới tháng 11 năm 2011 tại thành phố Lạc Dương, tỉnh Hà Nam, Trung Quốc. Thủ phạm chính của vụ án là Lý Hạo cùng nạn nhân là 6 người phụ nữ trong độ tuổi từ 16 đến 23. 

## Hung thủ
Lý Hạo sinh năm 1974 quê ở Tân Dã, Nam Dương, tỉnh Hà Nam, là một lính cứu hỏa đã về hưu chuyển nghề sang làm nhân viên Đại đội chấp pháp thuộc Cục Giám sát quản lý kỹ thuật thành phố Lạc Dương.
Từ nhỏ, Lý được cho là hướng nội, ít nói, gặp con gái thường xấu hổ. Trong công việc, hắn ta là người làm việc tích cực, cần mẫn, hiền lành, ít khi đi tiệc tùng, giao lưu. Tại thời điểm bị bắt, Lý đã có vợ và con 8 tháng tuổi, không một ai sinh sống xung quanh biết gì về những việc hắn ta đang làm.

## Chuẩn bị
Từ năm 2008, Lý Hạo đã giấu vợ việc mua một căn nhà để xe nằm trong một khu chung cư gần đường Khải Hoàn, khu Tây Công, thành phố Lạc Dương và lên kế hoạch thiết kế ra một tầng hầm sâu 4 m. Tháng 8 năm 2009, công việc đào hầm được bắt đầu và cơ bản đã hoàn thành vào tháng 10 cùng năm. Đất đào lên được đóng gói trong túi nilon và chuyển đi bằng xe máy vào ban ngày. Vì thường xuyên phải đào hầm vào buổi tối nên để tránh sự nghi ngờ của vợ, Lý Hạo đã nói dối vợ rằng hắn ta đi công tác ở nước ngoài và vẫn chưa chắc chắn là hôm nào sẽ về.
Tầng hầm được thiết kế với nhiều lớp cửa sắt và sâu đến 4 m đủ để khiến cho các nạn nhân không thể kêu cứu. Để xuống được căn hầm, đầu tiên phải vượt qua một cái giếng sâu 3,4 m, rộng 60 cm và chui qua một hang nằm ngang dài 4,7 m, chỉ đủ để một người bò qua. Sau đó phải đi qua thêm 6, 7 lớp cửa khóa mới tới được nơi giam giữ các nạn nhân. Căn hầm rộng khoảng 5 m², cao 2,43 m, phân làm hai ngăn. Mỗi ngăn đều dùng gỗ lát làm gác, phía trên là chỗ nằm, phía dưới sàn là hầm vệ sinh. Trong hầm có có giường, bình ga, phích nước, dụng cụ nấu nướng, sinh hoạt, máy tính không kết nối với Internet cho các nạn nhân giải trí qua ngày. Ngoài ra, căn hầm cũng được nối đường ống thông gió để đảm bảo đủ không khí cho mọi người.

## Giam giữ
Sau khi hoàn thành xong tầng hầm, Lý Hạo bắt đầu lên kế hoạch ăn mặc sang trọng, đến những hiệu làm tóc, tiệm massage và hộp đêm; hắn ta tìm cách tiếp cận các cô gái làm việc tại đây và dụ dỗ đưa về căn hầm, buộc họ phục vụ không điều kiện. Với phương kế này, Lý lần lượt dụ được 6 nạn nhân có quê ở Hà Nam hoặc Tứ Xuyên trong độ tuổi từ 16 đến 23 và giam cầm trong suốt 21 tháng.
Để dập tắt ý định trốn thoát, không chỉ giảm lượng lương thực cung cấp bằng cách cho ăn hai ngày một lần khiến cơ thể của các nạn nhân bị suy nhược, Lý còn tiến hành tẩy não họ và tự biến mình thành ''hoàng đế'', khiến các nạn nhân phải đấu đá, tranh giành để có được sự chú ý của mình và đánh đập những người chống đối cho đến khi chịu khuất phục. Việc sinh sống thời gian dài cùng Lý trong căn hầm trên được cho là đã khiến các cô gái bị mắc hội chứng Stockholm, biểu hiện ở việc các nạn nhân đều "tình nguyện" trở thành nô lệ tình dục của hung thủ. Điều kiện sinh hoạt dưới căn hầm cũng được cho là mất vệ sinh do không khí ẩm thấp và việc các nạn nhân cùng đi vệ sinh cũng như ăn ngủ chung một chỗ.
Vào giữa tháng 6 năm 2010, một nạn nhân do không biết chiều ý Lý Hạo đã bị đánh rồi siết cổ đến chết ngay trước mắt các cô gái khác. Tháng 7 năm 2011, một người khác cũng bị bỏ đói rồi đánh chết vì có ý định bỏ trốn. Hai người phụ nữ bị chôn vùi ở góc bờ tường gần gầm giường ngay cạnh chỗ ngủ của những nạn nhân khác. Lý cũng cưỡng bức các nạn nhân nhiều lần và khiến một người có thai.
Nhằm mục đích kiếm tiền, Lý Hạo đã buộc các nạn nhân phải trò chuyện khỏa thân qua Internet và luôn giám sát bên cạnh từ đầu cho đến khi kết thúc cuộc trò chuyện để đề phòng nạn nhân ra ám hiệu và nhận tiền qua ứng dụng điện thoại thông qua webcam từ tầng hầm. Nhưng do thu nhập thấp và máy móc phức tạp, Lý sau đó đã chuyển sang hình thức kinh doanh mại dâm.

## Truy nã và xét xử
Vào ngày 3 tháng 9 năm 2011, trong một lần đưa ra ngoài bán dâm, một nạn nhân 23 tuổi bị giam trong hầm hơn hai tháng đã bí mật sử dụng điện thoại di động của khách và gọi điện cho cảnh sát để được giải cứu. Sau khi bị phát hiện, Lý Hạo đã bỏ trốn về quê và bị bắt lại vào ngày 6 tháng 9 năm 2011.
Ngày 30 tháng 11 năm 2012, Lý Hạo đã bị kết án tử hình với các tội danh hiếp dâm, giết người, tổ chức mại dâm và giam giữ người bất hợp pháp, đồng thời bị tước quyền chính trị suốt đời và phải nộp phạt 10.000 nhân dân tệ. Lý sau đó bị xử bắn vào tháng 1 năm 2014.
Chị gái của Lý Hạo, Lý Uyên, cũng bị kết án vì hành vi chứa chấp người phạm tội khi đã đưa tiền để giúp kẻ này trốn chạy. Trong số các cô gái được giải cứu, có một người bị kết án ba năm tù do đã cùng Lý Hạo sát hại một cô gái khác, hai người khác bị quản chế.

## Hệ quả
Vụ án sau khi được phát hiện đã gây nên nhiều tranh cãi trong dư luận bởi tính nghiêm trọng và mức độ tàn nhẫn của nó. Cục trưởng Cục Công an, Bí thư Ủy ban Chính pháp thành phố Lạc Dương là Quách Tòng Bân đã phải công khai xin lỗi người dân vì không phát hiện sớm sự việc dù nơi giam giữ các nạn nhân chỉ cách trụ sở của cảnh sát thành phố 3 km, đồng thời đình chỉ công tác của bốn quan chức có liên quan và thực hiện các biện pháp thắt chặt an ninh tại những khu vực giải trí như karaoke, massage và hộp đêm.
Đây cũng được coi là vụ án nô lệ tình dục nghiêm trọng thứ hai ở Trung Quốc kể từ tháng 2 năm 2011, khi một người đàn ông 40 tuổi cũng bị kết án tử hình vì bắt cóc, đánh đập và cưỡng hiếp hai cô gái thiếu niên trong một căn hầm dưới lòng đất tại thành phố Vũ Hán, tỉnh Hồ Bắc, Trung Quốc. Một nạn nhân sau khi được gia đình đón về đã gặp phải nhiều vấn đề tâm lý như mất khả năng dùng ngôn ngữ, sợ ánh sáng, cả ngày bần thần, không xác định được phương hướng. Một nhà báo viết cho tờ Nam Phương đô thị báo cho biết anh đã bị bắt và thẩm vấn khi đưa tin về vụ án, được cho là vì làm tiết lộ "bí mật quốc gia".
Vụ án này sau đó đã được mô tả lại chi tiết trong cuốn sách xuất bản năm 2017 của tác giả Lưu Bạch Câu, tạm dịch là Tội phạm tình dục: Tâm thần và kiểm soát (tiếng Trung: 性犯罪：精神病理与控制).